# Хофман, Кшиштоф
Кшиштоф Хофман, пол. Krzysztof Hofman (30 апреля 1915 г., Лодзь, Царство Польское — 30 октября 1996 г., Краков, Польша) — военнослужащий Войска Польского и Армии Крайовой (прозвище «Киприец»); узник концлагеря Освенцим, совершивший успешный побег; врач-иглотерапевт.

## Биография
Происходил из богатой польско-германской дворянской семьи.
Выпускник Пехотного кадетского училища в Коморове. Хофман был произведён в чин подпоручика 1 октября 1938 года и включён в состав 55-го пехотного полка Войска Польского в Лешно в качестве командира 1-го взвода 4-й стрелковой роты.
В самом начале Сентябрьской кампании, 9 сентября 1939 года, во время боя на реке Бзура был тяжело ранен в ногу и попал в плен к немцам. После излечения бежал из госпиталя для военнопленных. В декабре 1939 года вступил в подпольную военно-политическую организацию «Служба победе Польши» (пол. Służba Zwycięstwu Polski, SZP). Служил офицером связи и курьером.
В августе 1940 года он был арестован немцами и депортирован в концлагерь Освенцим-Биркенау. Зарегистрирован как лагерный номер 2738. В Освенциме работал на строительстве дороги на Бжезинко, позже был переведён на более лёгкую работу в конюшни, а оттуда на работу санитаром в лазарете. В 1941 году познакомился с Витольдом Пилецким, имя Хофмана фигурирует в отчёте ротмистра. В лагере подвергался медицинским экспериментам. 
В феврале 1942 года был вызван в варшавское гестапо для проведения очной ставки и по прибытии в Варшаву, выходя из вокзала, смог бежать, воспользовавшись темнотой.
Спустя некоторое время был задержан немецким патрулём в Островце-Свентокшиском в связи с отсутствием документов и отправлен в Павяк для установления личности. Однако Хофману удалось выдать себя за другого человека и, благодаря заступничеству местного священника, он был освобождён.
После освобождения из тюрьмы вступил в ряды Армии Крайовой. Управлял Учебным отделом в окружном штабе Армии Крайовой в Радоме. 17 августа 1944 года Хофман возглавил 3-й батальон 72-го стрелкового полка Армии Крайовой, действуя самостоятельно в составе группы Jodła (с польского: «Пихта»). Участвовал в сражениях при Галках и Стефанове (26 сентября 1944 года), в нападении на немецкий гарнизон в Пшисухе (27 сентября 1944 года) и в сражении при Евгенюве (6 октября 1944 года).
8 октября 1944 года попал в советский плен. Содержался в лагере для военнопленных в Сибири до февраля 1949 года. После освобождения вернулся в Польшу.
В возрасте 34 лет начал учебу в Медицинской академии, после окончания которой работал врачом в Долгобычове и Хохолуве под Закопане. Впоследствии Хофман стал всемирно известным иглотерапевтом. Он добился исключительных результатов в лечении детей, а также стал одним из основоположников лазеротерапии в Польше.
В 1982 году по инициативе Кшиштофа Хофмана в Хохолуве была отреставрирована фигура св. Яна Непомуцкого, установленная в память о Хохолувском восстании.
Кшиштоф Хофман скончался в 1996 году в Кракове. Похоронен на Заржевском кладбище в Лодзи.

## Награды
- Золотой крест Ордена Virtuti militari;
- Серебряный крест Ордена Virtuti militari